# Scilla tayloriana
Scilla tayloriana là một loài thực vật có hoa trong họ Măng tây. Loài này được Rendle miêu tả khoa học đầu tiên năm 1895.